# Souverainistes croates
Les Souverainistes croates (en croate : Hrvatski suverenisti) est un parti politique conservateur et de droite chrétienne, fondé en 2019. Le président du parti est Marijan Pavliček.

## Historique
Le 2 octobre 2021, une assemblée d'unification s'est tenue à Zagreb, la capitale de la Croatie. Au cours de l'assemblée, il a été annoncé que trois petits partis conservateurs et de droite (le Parti conservateur croate, Hrast - Mouvement pour la réussite de la Croatie et Génération du renouveau) disparaîtraient pour fusionner avec les Souverainistes croates.